# Tribulus cristatus
Tribulus cristatus är en pockenholtsväxtart som beskrevs av Karel Presl. Tribulus cristatus ingår i släktet tiggarnötter, och familjen pockenholtsväxter. Inga underarter finns listade i Catalogue of Life.